# Parc d'Egmont
Le parc d'Egmont ou parc du Palais d'Egmont (en néerlandais : Egmontpark) est un parc public de Bruxelles situé entre la rue aux Laines, la rue du Grand-Cerf, le boulevard de Waterloo et le palais d'Egmont.

## Histoire
Le parc d'Egmont a pour origine les jardins du palais d'Egmont. Ils furent transformés en jardins à la française par l'architecte Giovanni Niccolò Servandoni de 1759 à 1762. Ils furent réaménagés par l'architecte Tilman-François Suys en 1830. Edmond Galoppin les transforma en parc paysager en 1901. Celui-ci devint la propriété de la ville de Bruxelles en 1918 et fut ouvert au public.

## Caractéristiques
D'une superficie d'1,5 ha, le parc d'Egmont est le seul du pentagone bruxellois à être complètement entouré d'habitations. On y accède par le N° 31 du boulevard de Waterloo (Passage de Milan) ainsi que par le côté de The Hotel, entre les n° 32 et le n° 34 de la rue aux Laines (Passage Marguerite Yourcenar) et entre les n° 10 et 12 de la rue du Grand Cerf. Il est actuellement séparé du palais d'Egmont par une grille derrière laquelle se trouve le jardin de la « cour du Sanglier ».

## Points d'intérêt
- Une orangerie située au milieu du parc a été construite entre 1830 et 1839 par Tilman-François Suys pour le duc d'Arenberg. Ce petit bâtiment néoclassique de forme rectangulaire, couvert par un toit à croupes, s'ouvre comme il sied à ce genre d'ouvrage vers le sud par six portes-fenêtres.
- Juste à côté, sous un tumulus, une glacière servait jadis à stocker la glace récoltée en hiver et utilisée en été. Son existence est déjà mentionnée en 1752.
- Dans le coin sud-ouest du parc, vers la rue du Grand Cerf se trouve un édicule en pierre blanche de forme octogonale doté d'une voûte à huit nervures qui date du XVe siècle. Il s'agit d'un réservoir appelé « Groote Pollepel » en néerlandais, c'est-à-dire « Grande Cuiller à Pot », qui se trouvait jadis dans le quartier Isabelle et Terarken, à l'emplacement de la rotonde de l'actuelle galerie Ravenstein. Ce très vieux quartier ayant été rasé pour faire place à la Jonction Nord-Sud, le réservoir fut démonté et remonté dans le parc d'Egmont en 1954-1957. Les promeneurs ne se doutent guère que ce petit édifice niché dans le parc joua jadis un rôle fort important dans l'alimentation en eau de Bruxelles.
- Près du Groote Pollepel, six colonnes ioniques placées sur un muret en exèdre proviennent du palais d'Egmont. Elles ont été remontées ici après l'incendie qui ravagea le palais en 1892.
- Une statue du prince Charles-Joseph de Ligne a été placée dans le parc à l'occasion du deux-centième anniversaire de sa naissance.
- La statue de Peter Pan est une copie de celle de Kensington Gardens à Londres. Le sculpteur George Frampton en fit don à la ville de Bruxelles après la première guerre mondiale.
- Vers la rue aux Laines, le passage Marguerite Yourcenar évoque la mémoire de l'auteur par le biais de quatorze citations tirées de son roman L'Œuvre au noir gravées dans la pierre.
- Vers le boulevard de Waterloo, le passage de Milan est longé par les anciennes écuries du palais d'Egmont, construites en style néoclassique par Tilman-François Suys en 1830-1832. Elles sont occupées par l'I.S.E.L.P. (Institut supérieur pour l'Étude du langage plastique).
- Le 28 septembre 2016 un beau Ginkgo Biloba au parc est officiellement devenu l’Arbre de Frimousse.  Grâce à l’Arbre de Frimousse un endroit est créé, destiné aux visites solitaires, en groupe (en classe, avec un mouvement de jeunesse…) ou en famille quand un proche est atteint d’une maladie grave. Toucher cet arbre, l’embrasser ou lui donner des bisous est un geste symbolique qui peut fournir un soutien émotionnel tout aussi au patient que à sa famille, dans une période difficile.

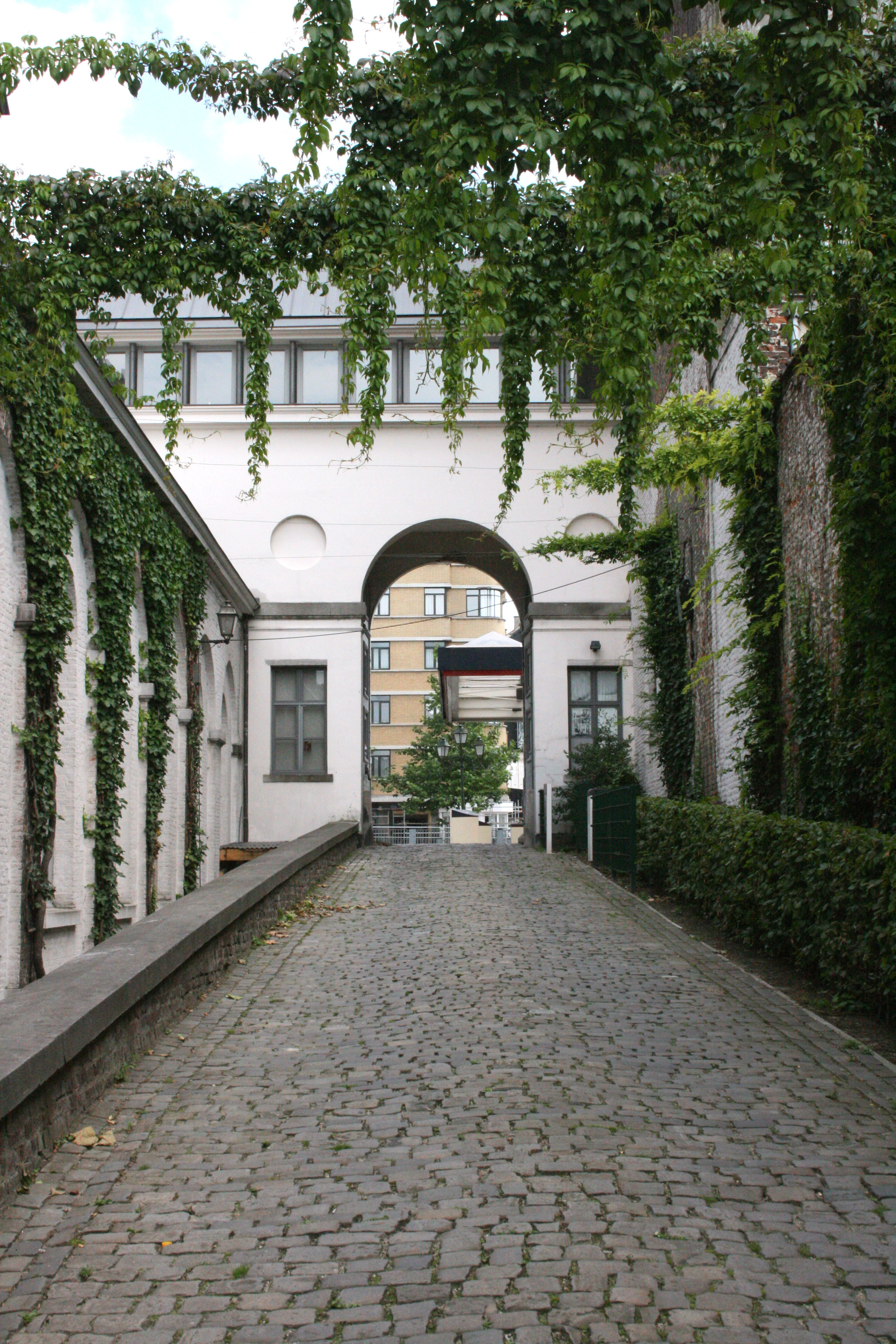
Entrée du boulevard de Waterloo
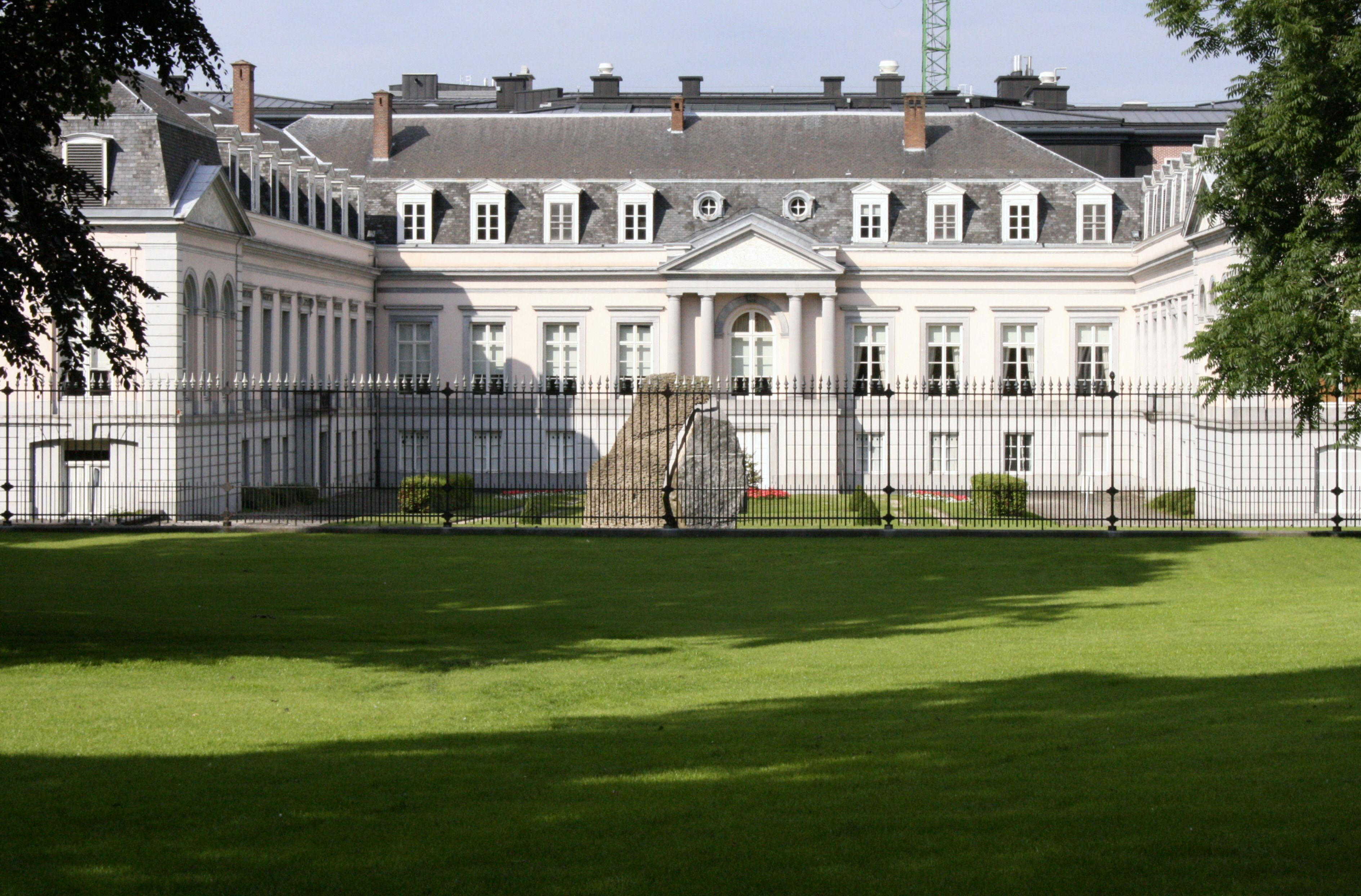
Vue vers le palais d'Egmont et le jardin de la « cour du sanglier »
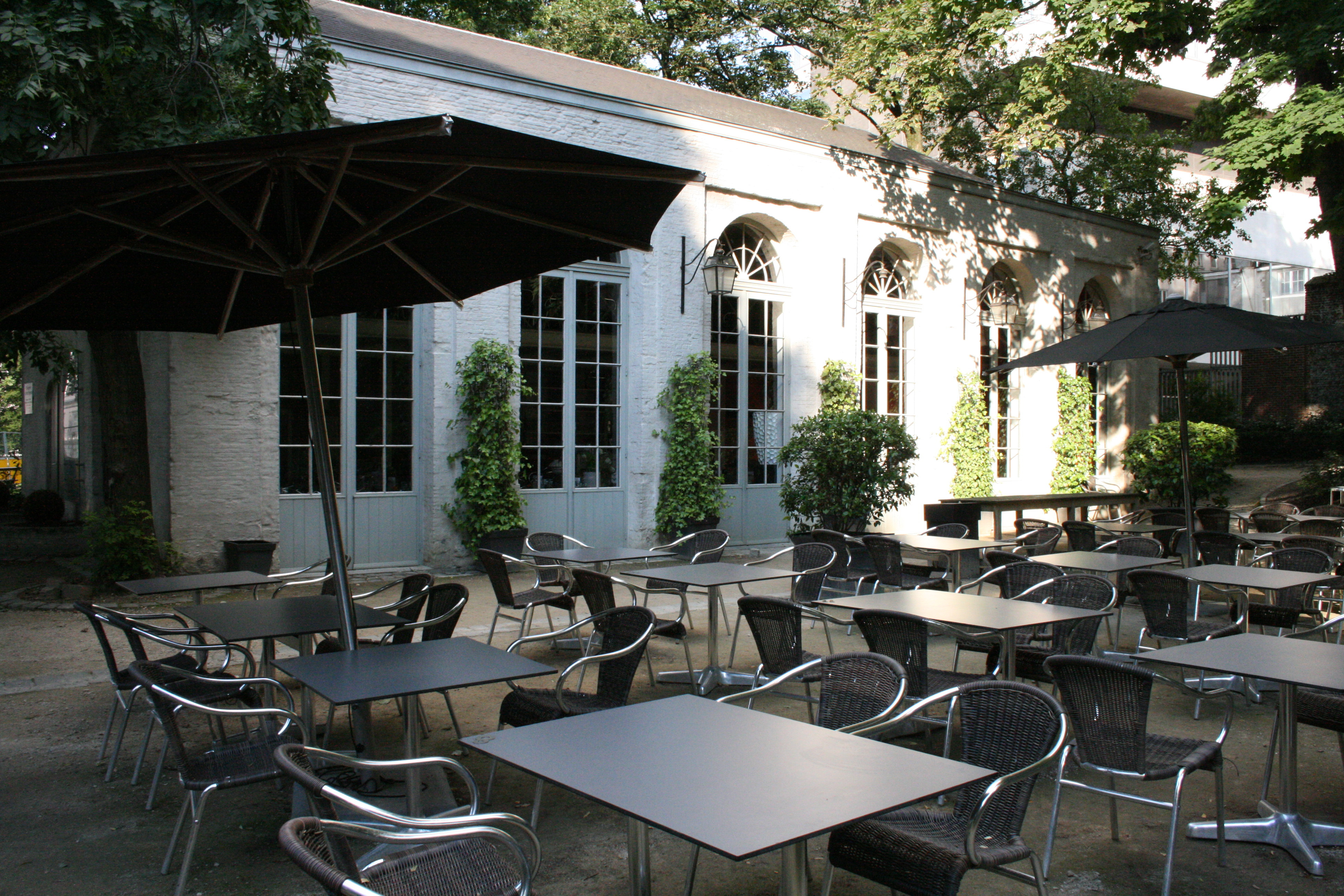
L'orangerie
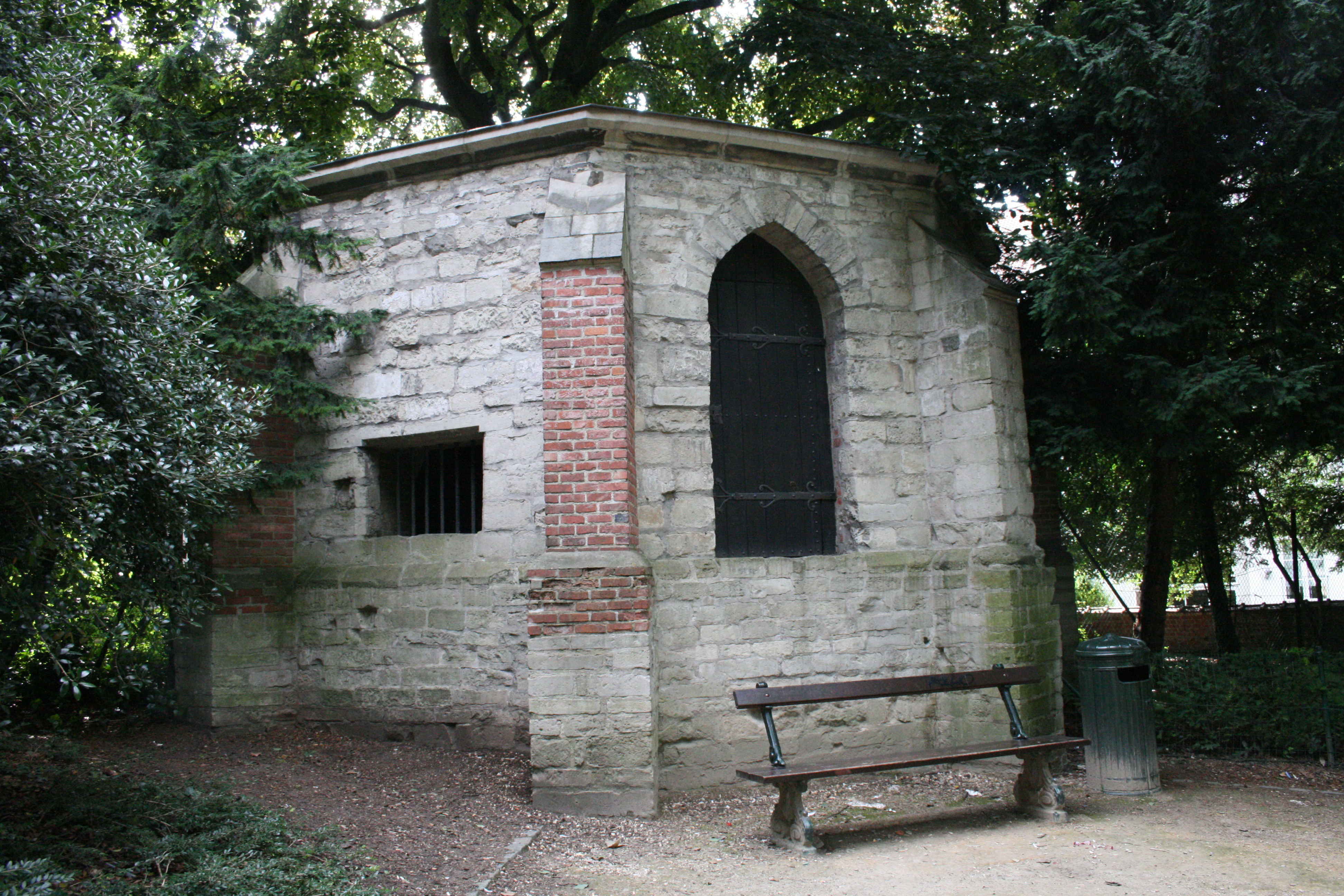
Groote Pollepel
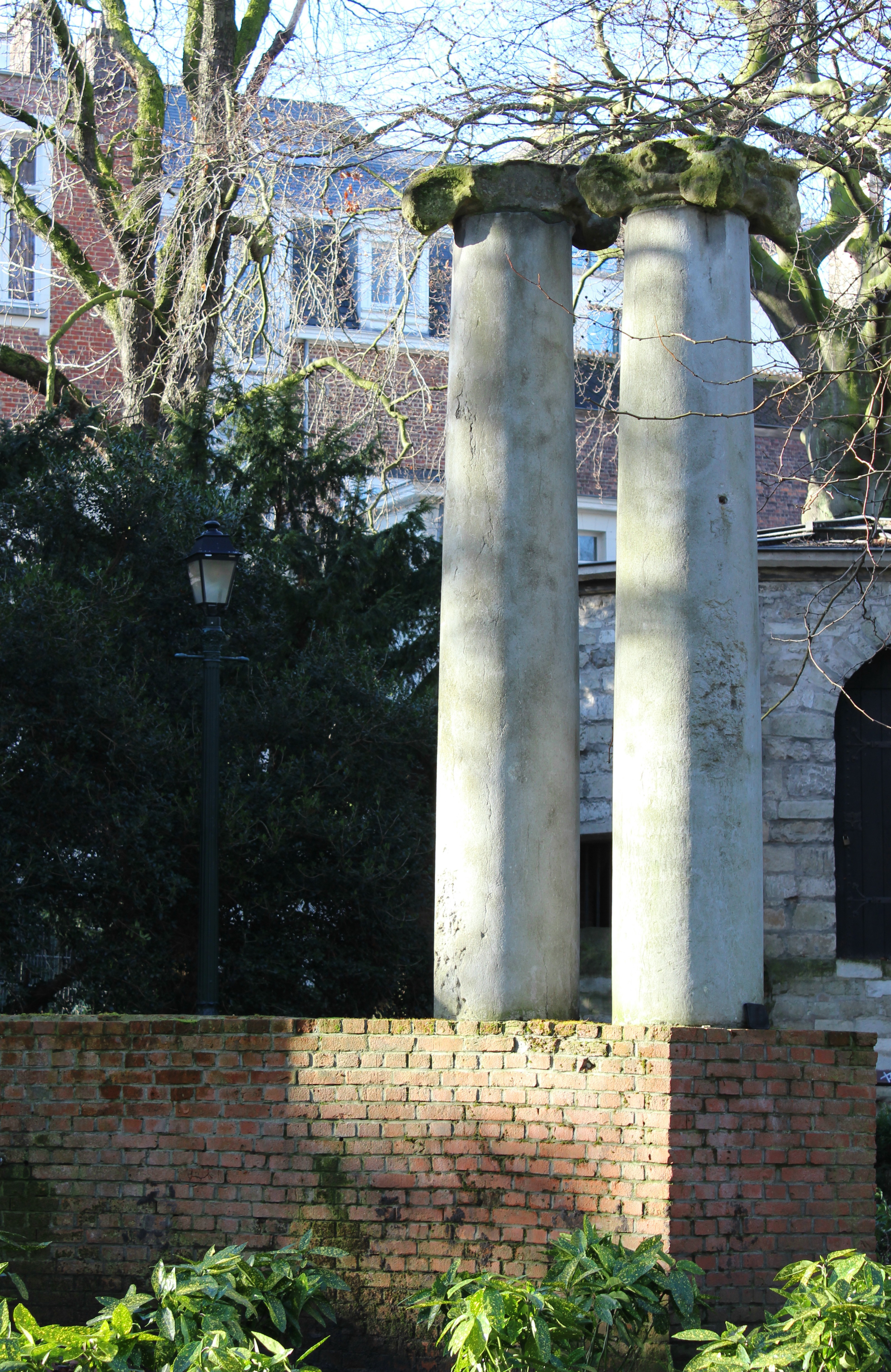
Colonnes ioniques provenant du palais d'Egmont
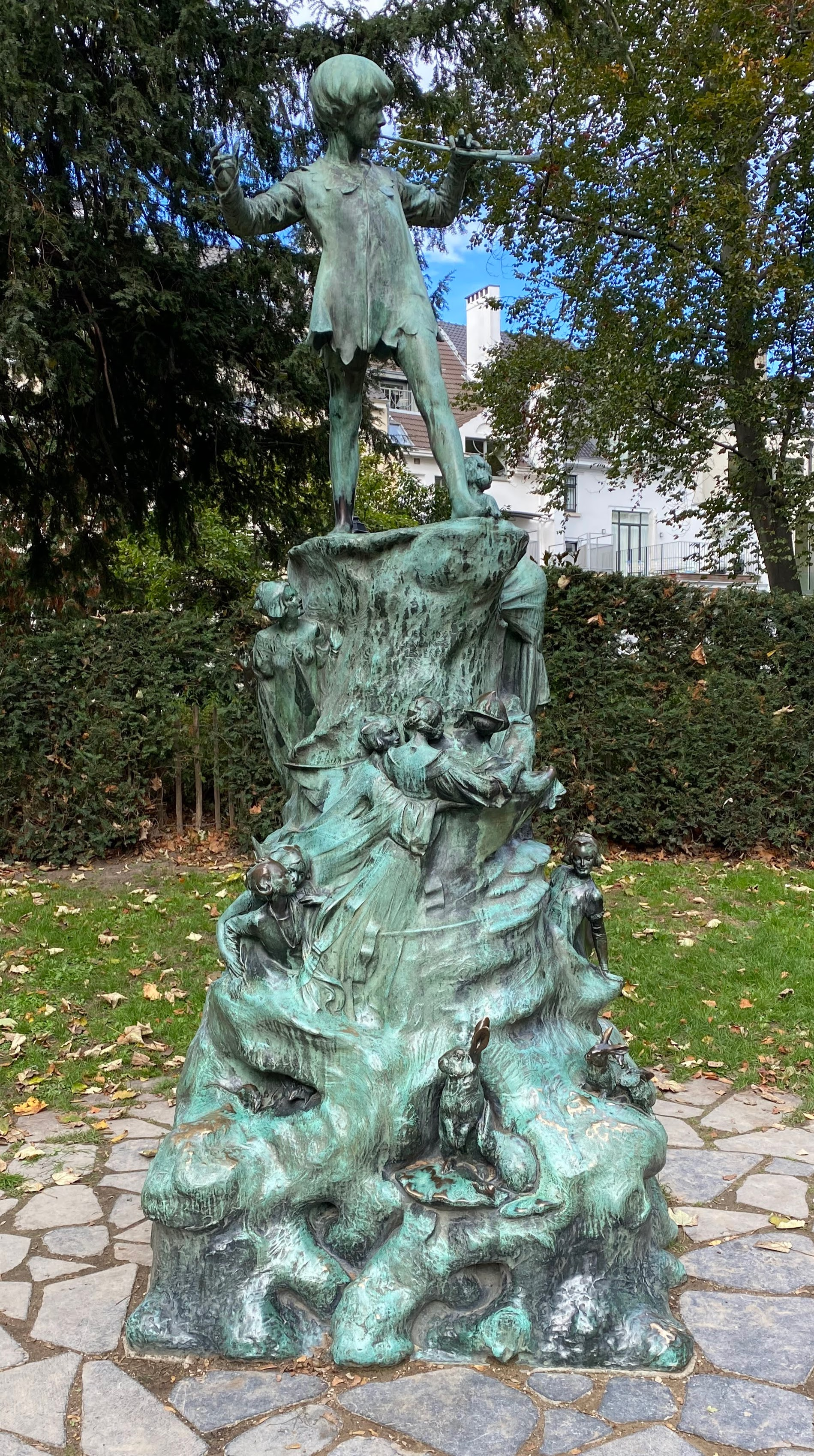
Statue de Peter Pan
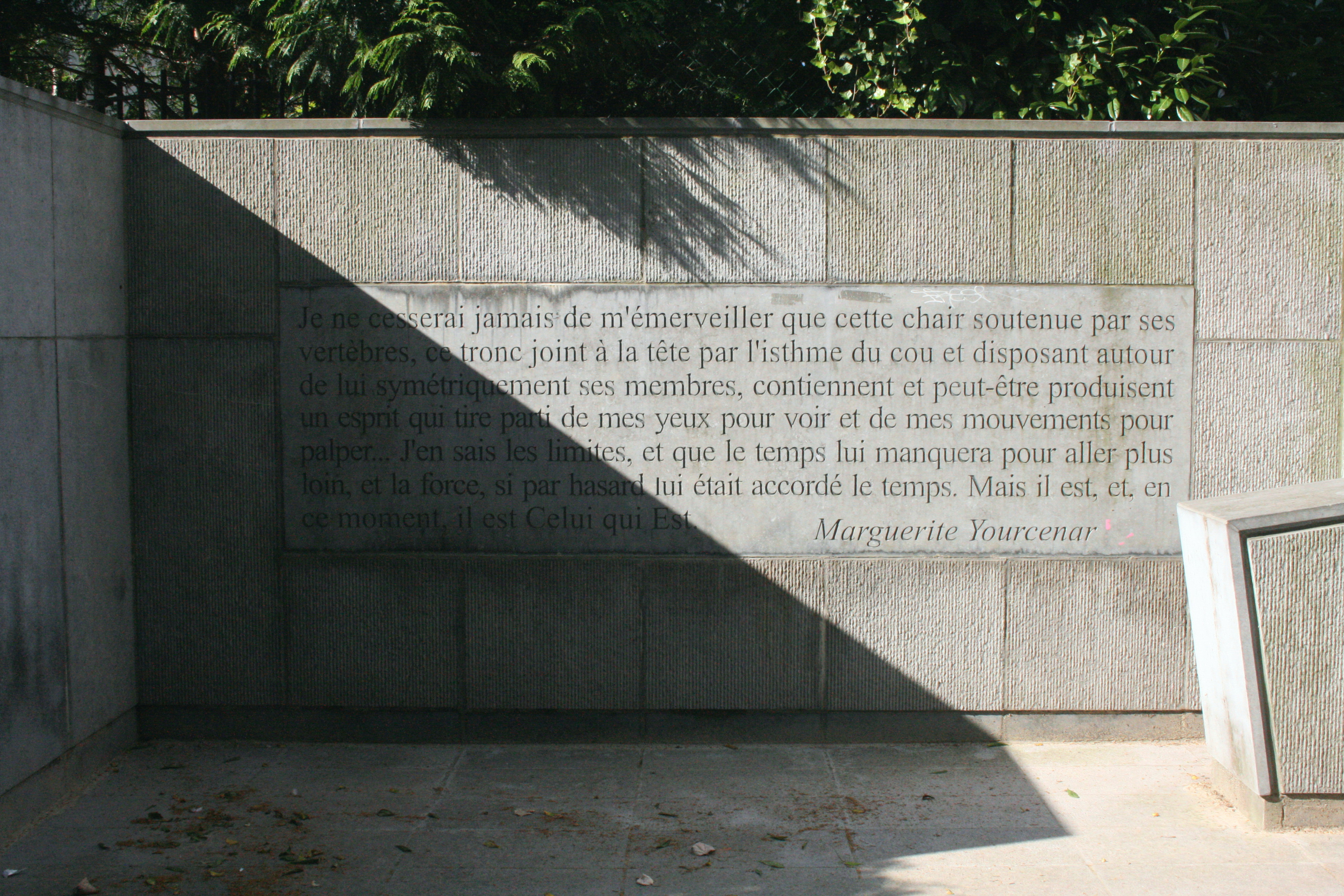
Passage Marguerite Yourcenar